# NBCショッピング
NBCショッピングは、長崎放送が製作するラジオ番組である。

## 放送時間
- 月曜 - 金曜 5:00 - 5:05
- 月曜 - 金曜 6:55 - 7:00
- 月曜 - 金曜 16:40 - 16:45

## パーソナリティ
- 川田金太郎
- 佐々野宏美